# Sagenosoma elsa
Sagenosoma là một chi bướm đêm thuộc họ Sphingidae, chỉ gồm một loài là Sagenosoma elsa, được tìm thấy ở tây nam Hoa Kỳ (Arizona, miền tây New Mexiko, miền nam Utah và Colorado) và miền bắc México.
Chiều dài cánh trước là 23–38 mm. Con trưởng thành bay từ giữa tháng 4 đến giữa tháng 8, in either one or two generations.
Ấu trùng ăn Lycium pallidum.